# ㅠ
ㅠ (reviderad romanisering: yu, hangul: 유) är den tjugoandra bokstaven i det koreanska alfabetet. Den är en av tio grundvokaler.